# Hamad ben Mohammed Al Sharqi
Cheikh Hamad bin Mohammed Al Sharqi (arabe : حمد بن محمد الشرقي) né le 25 septembre 1948, est le souverain de l'émirat de Fujaïrah depuis le 18 septembre 1974. Il est également membre du Conseil suprême des Émirats Arabes Unis.

## Biographie
Il est né dans l'émirat de Fujaïrah et y a terminé ses premières études, puis s'est rendu au Royaume-Uni pour terminer ses études en 1967 et a rejoint l'Académie de langue anglaise et y a excellé. Puis il a poursuivi ses études à l'Institut de police (Hinden), où il a obtenu son diplôme pour poursuivre ses études au Collège militaire de Manas et est retourné dans la patrie en 1971 pour soutenir son père dans la gouvernance, où il a occupé le poste de prince héritier de l'émirat.
Après la création de l'Union, il a occupé le poste de ministre de l'Agriculture, de l'Eau et de la Pêche. En 1974, son père, le cheikh Mohammed bin Hamad bin Abdullah Al Sharqi, est décédé pour prendre en charge le règne de l'émirat de Fujairah en tant que son successeur, alors qu'il n'avait que 25. Au cours de son règne, il est devenu l'un des principaux sites touristiques destinations vers lesquelles se tournent les touristes.